# Klieonychocamptoides
Klieonychocamptoides är ett släkte av kräftdjur. Klieonychocamptoides ingår i familjen Laophontidae.
Kladogram enligt Catalogue of Life:
| Klieonychocamptoides | \| \| Klieonychocamptoides arenicola \| \| \| \| \| \| Klieonychocamptoides remanei \| \| \| \| |
|                      | \| \| Klieonychocamptoides arenicola \| \| \| \| \| \| Klieonychocamptoides remanei \| \| \| \| |
|                      | Klieonychocamptoides arenicola                                                                  |
|                      |                                                                                                 |
|                      | Klieonychocamptoides remanei                                                                    |
|                      |                                                                                                 |